# Кампус-ду-Жордан
Кампус-ду-Жордан (порт. Campos do Jordão)  —  муниципалитет в Бразилии, входит в штат Сан-Паулу. Составная часть мезорегиона Вали-ду-Параиба-Паулиста. Входит в экономико-статистический  микрорегион Кампус-ду-Жордан. Население составляет 49 512 человека на 2006 год, подавляющее большинство проживает в столице региона. Занимает площадь 289,512 км². Плотность населения — 171,0 чел./км².

## История
Город основан 29 апреля 1874 года. 

## Статистика
- Валовой внутренний продукт на 2005 составляет 399.122.430,00 реалов (данные: Бразильский институт географии и статистики).
- Валовой внутренний продукт на душу населения на 2005 составляет 8.193,68 реалов (данные: Бразильский институт географии и статистики).
- Индекс развития человеческого потенциала на 2000 составляет 0,820 (данные: Программа развития ООН).

## География
Климат местности: горный тропический.

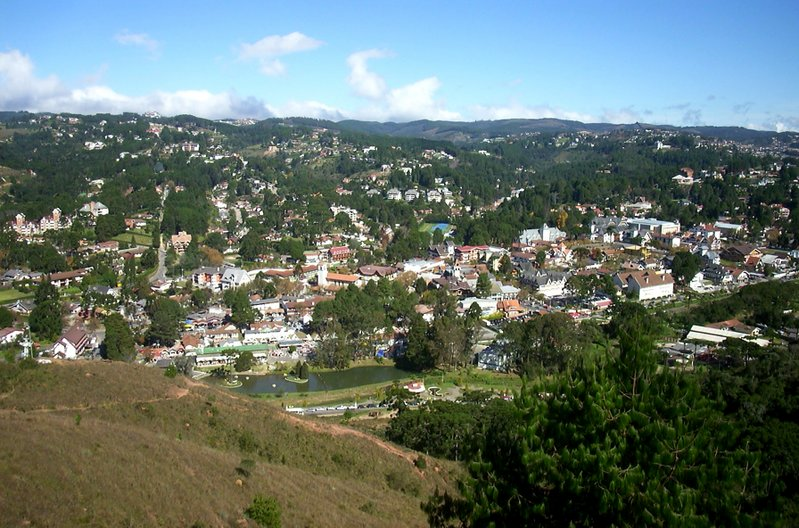

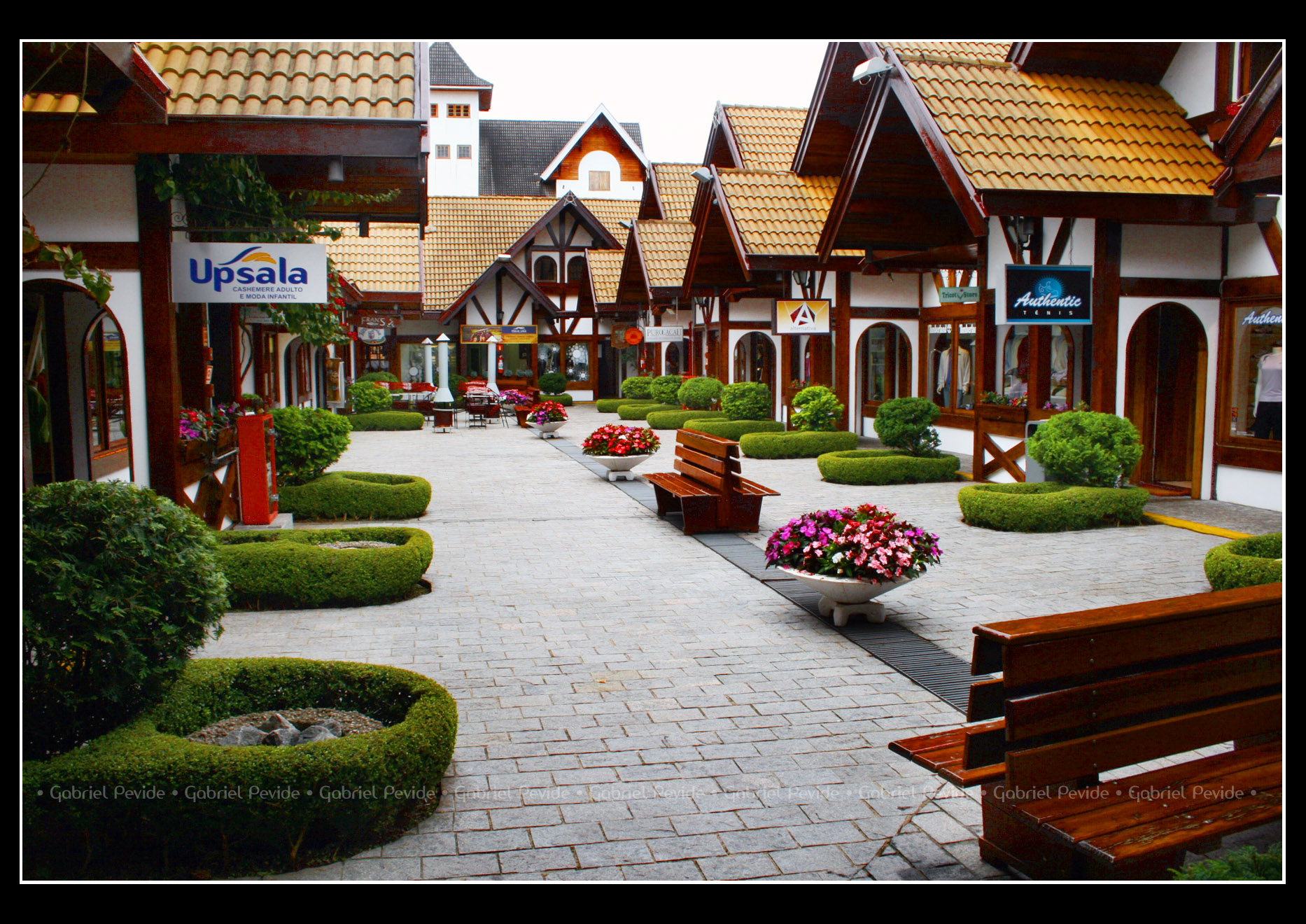